# Helios Suns
Helios Suns – słoweński zawodowy klub koszykarski z siedzibą w Domžalach.
Klub powstał w 1949. Występuje w Słoweńskiej Lidze Koszykarskiej, w której dwukrotnie zdobywał mistrzostwo kraju (2007, 2016). W 2007 zdobył Puchar Słowenii.